# Florence (Arizona)
Florence è una città degli Stati Uniti d'America, capoluogo della contea di Pinal dello Stato dell'Arizona. Secondo il censimento del 2010 la popolazione era di 25.536 abitanti.

## Geografia fisica
Florence si trova nelle coordinate 33°02′32″N 111°23′04″W.
Secondo lo United States Census Bureau, la città si estende su una superficie di 21,5 km², interamente formata da terra ferma.